# Jace Everett
Jace Everett (Evansville, 27 maggio 1972) è un cantautore statunitense.

## Biografia
Everett è nato a Evansville nell'Indiana nel 1972, a causa del lavoro del padre la famiglia si è spostata diverse volte, prima a Indianapolis ed in seguito a Saint Louis ed infine a Fort Worth in Texas, quando aveva sei anni. In Texas entra in contatto con la musica country ed inizia a suonarla nelle chiese e in concerti scolastici. Si trasferisca a Nashville, Tennessee per studiare all'università di Belmont.
Nel 2005 Everett viene messo sotto contratto con la Epic Records. Nel giugno 2005 pubblica il suo primo singolo That's The Kind of Love I'm In, mentre nei primi mesi del 2006 pubblica il suo eponimo album di debutto. Gli altri singoli estratti dal disco saranno Bad Things, Nowhere in the Neighborhood e Everything I Want. Everett è coautore della hits Your Man dell'artista country Josh Turner.
Sotto etichetta Phantom, nel 2007 pubblica Old New Borrowed Blues, il suo secondo album. Everett diventa noto grazie al brano Bad Things, incluso nel suo primo album, utilizzato come sigla e tema principale della serie televisiva della HBO True Blood.

## Discografia

### Album
- 2005 – Jace Everett
- 2007 – Old New Borrowed Blues
- 2009 – Red Revelations
- 2011 – Mr. Good Times
- 2013 – Terra Rosa
- 2017 – Dust & Dirt

### Video singoli
| Anno | Singolo                        | Regista         |
| ---- | ------------------------------ | --------------- |
| 2005 | That's the Kind of Love I'm In | David McClister |
| 2005 | Bad Things                     | Kristin Barlowe |
| 2010 | One of Them                    |                 |
| 2017 | Love's Not What We Do          |                 |
| 2017 | Woke Up in This Town           |                 |
| 2018 | Lowlands                       | Brad Jones      |
| 2018 | Golden Ring                    | Andy Harper     |